# Urtjujauratj
Urtjujauratj är varandra näraliggande sjöar i Jokkmokks kommun i Lappland som ingår i Luleälvens huvudavrinningsområde.
- Urtjujauratj (Jokkmokks socken, Lappland, 740331-170585), sjö i Jokkmokks kommun, 66°39′25″N 20°27′51″Ö / 66.6569°N 20.4643°Ö (5,73 ha)
- Urtjujauratj (Jokkmokks socken, Lappland, 740351-170583), sjö i Jokkmokks kommun, 66°39′37″N 20°27′44″Ö / 66.6602°N 20.4622°Ö